# Rock ruso
El rock ruso (en ruso: Российская рок-музыка, Rossíyskaya rok-múzyka) es la música rock compuesta e interpretada en Rusia y en ruso. El rock se volvió popular en la Unión Soviética en los sesenta y rápidamente rompió con las raíces occidentales. Según los críticos musicales, su "edad de oro" floreció en los años ochenta (era de la Perestroika), cuando importantes bandas semiclandestinas pudieron lanzar sus álbumes al mercado legalmente.

## Historia

### Los principios de los sesenta. Raíces: cantautores rusos y las primeras influencias occidentales
Hasta a la década de 1960, la música en la Unión Soviética se dividía en dos grupos: música publicada por la Melodiya, la empresa que monopolizaba toda la industria discográfica soviética, y toda la otra música. 
La "otra música" fue editada, grabada y tocada ilegalmente, generalmente por cantantes-autores populares como Alexander Galich, Bulat Okudzhava y Vladímir Vysotski, quienes crearon su estilo de música bardiana, "canción de autor", que se caracteriza por un fuerte énfasis en las letras y un enfoque animado e informal del tema: romance, vida cotidiana, Canciones militares, Canciones patrióticas, Canciones políticas, sátira, ironía, etc
Mientras tanto, la música occidental fue importada de contrabando a la Unión Soviética y las grabaciones más inocentes fueron lanzadas por Melodiya. Los primeros músicos de rock conocidos para el público musical soviético fueron The Beatles (con la difusión de la Beatlemanía, casi todas las escuelas tenían su propia banda de rock), The Rolling Stones y Deep Purple.
Las primeras bandas de rock locales aparecieron a mediados de los años 60 en Moscú y Leningrado, y los Beatles tuvieron la mayor influencia en ellos.

### Finales de los sesenta – principios de los setenta. Los primeros pasos

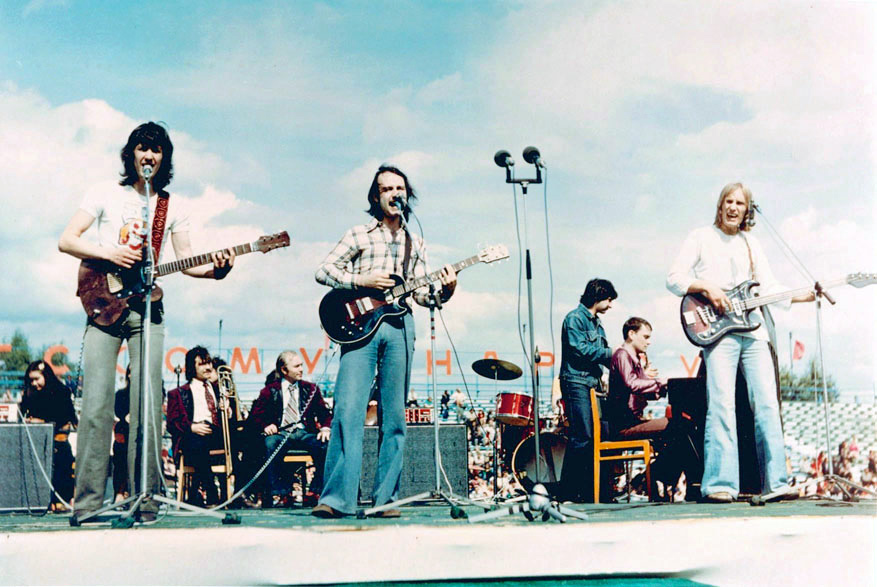
VIA Tsvety

El movimiento de la música beat se desarrolló en las provincias. La primera revista rusa de rock and roll "Bit-Echo" fue lanzada en 1965. El 18 de diciembre de 1966 se celebró el primer festival de rock en la URSS en Kámensk-Uralsky, región de Sverdlovsk. En mayo de 1969, el festival más tarde conocido como "Woodstock-na-Donu" se celebró en Rostov-na-Donu.
Los primeros grupos fueron Poiuschie Gitary (Las guitarras cantantes), Tsvety (Flores), Vesyolye Rebyata (Chicos divertidos), Ariel, Golubiye Gitary (Las guitarras azules) and Sinyaya Ptitsa (El pájaro azul de felicidad), que oficialmente eran conjuntos vocal-instrumentales, porque el establishment cultural soviético introdujo restricciones regulando música y letras para grupos que se presentaban al público. Algunos compositores soviéticos — David Tukhmanov, Yury Antonov — trataron de combinar las tradiciones de la estrada soviética con ideas musicales modernas, incluidas las provenientes de la música rock occidental.
Las dos bandas de rock que adquirieron la fama de las leyendas de rock ruso, Mashina Vremeni (Máquina de tiempo) y Aquarium, fueron fundados en el período.
En los principios de los setenta Yuri Morozov inventó un rock psicodélico ruso, usando elementos del rock progresivo y de la música étnica rusa. Aleksandr Gradski, cantautor y compositor, salió a la escena y creó su propio estilo, combinó la música de bardov con el rock occidental. Pudo lanzar algunas de sus grabaciones en el sello "Melody" desde 1973.
En 1970 y 1971, se celebró el primer festival de rock soviético "Cuerdas de plata". En 1971-72, la organización "Federación pop" participó en conciertos de rock underground. El Instituto de Ingeniería de Energía de Moscú fue el lugar más famoso para las bandas de rock de la década de 1970 en Moscú. En marzo de 1976, Tallin (ESSR) acogió el Festival de Rock "Canciones juveniles de Tallin", que reunió a bandas de diferentes repúblicas de la Unión Soviética.
Entre los primeros álbumes de rock de larga duración publicados oficialmente se encuentran "Russian pictures" a través de "Ariel" (1977), "Guslar " a través de "Pesnyary" (1979). Algunos compositores soviéticos de finales de los años 70 y 80 trabajaron en el formato de ópera rock; las obras más famosas son: "Orfeo y Eurídice" (1975), "La estrella y la muerte de Joaquín Murieta" (1978), "Juno y Avos" (1981).

### Los ochenta. La edad de oro. Rock ruso clásico
En los ochenta los músicos de rock se organizaban en el movimiento importante adquiriendo muchos aficionados. En 1981 el primer rock club fue inaugurado en San Petersburgo. Los músicos de rock pudieron presentarse al público legalmente y grabar su música. Aparecieron bandas de new wave, entre ellos Kinó o Alisa, entre otras.
Fue el período clásico del rock ruso, con las propias Kinó o Alisa, pero también Agata Kristi, Avtograph, Mashina Vremeni, Nautilus Pompilius, Aquarium (banda), Crematorium («Crematorio»), Grazhdanskaya Oborona («Defensa civil»), Voskreseniye («Resurrección»), Piknik («Picnic»), Nol («Cero»), N.O.M. («Grupo extraoficial de juventud»), Komitet ojrany tepla («Comité sobre protección de calor») y DDT dominaron la escena del momento. Las bandas desarrollaron el sonido de rock ruso, continuado la tradición del protesto social. Movimientos de hippi y mitki considerablemente influyeron el desarrollo del rock ruso.
En 1980 se celebró el festival de rock Tbilisi-80 en la ciudad georgiana de Tiflis.
Las letras del rock soviético trataban a menudo los temas más sórdidos de la sociedad soviética de la época, como la violencia doméstica, el alcoholismo y el crimen, a menudo con un mensaje político oculto.
Como consecuencia de ello, los medios oficiales soviéticos (radio, televisión) ignoraron a los grupos de rock soviéticos, que solían darse a conocer solo por el boca a boca. 
Los grupos de rock fueron naturalmente ignorados por el radio y TV mainstream, las grabaciones se difundieron de mano a mano. 
En 1983-1985 los grupos de rock fueron objeto de persecución y si se presentaban en público, daban origen al proceso criminal porque los músicos eran acusados de gestión empresarial privada criminal y podían ser encarcelados y condenados a labor correccional. Por eso muchos músicos de rock se dedicaron a hacer home concerts (conciertos en casa, privados).
En 1985, con el comienzo de perestroika las restricciones fueron levantadas. En los ochenta aparecieron críticos musicales de rock ruso (Artemi Tróitsky, Aleksandr Zhitinsky) y primeros festivales de rock (Lituanica — 1985-89, Podolsk — 1987), SyRok.

### Centros de rock ruso
En 1981 se inauguró el primer rock club de Leningrado (actual San Petersburgo). Otros centros principales del rock ruso fueron Moscú (Laboratoria de rock desde 1985), Sverdlovsk (actual Yekaterinburgo) (rock club desde 1986), Ufá, Siberia (Omsk, Tiumen, Novosibirsk) y Voronezh.
El rock club de Leningrado fue probablemente el mayor de estos recintos, y ofrecía «rock clásico ruso» de grupos como Aquarium, Kinó, Zoopark, Piknik, Alisa y DDT. El naciente art rock, tocado por Auktsion, por ejemplo, también se originó en la ciudad. La rock comunidad de San Petersburgo prestaba mucho atención al cine, teatro y literatura, que resultaba en el síntesis de los artes.
Apareció una importante escena musical en Sverdlovsk (actualmente llamada Ekaterimburgo) con grupos como Nautilus Pompilius, Chaif o Agata Kristi, que tocaron música más melódica haciendo hincapié en teclados sintetizadores. Fueron influidos por elrock psicodélico, y sus instrumentaciones fueron más complicadas, dando lugar a un nuevo movimiento rock, conocido como el «rock urálico» o «rock de los Urales», que tiene mucha presencia en el cine del fallecido director Alekséi Balabánov, natural de Ekaterimburgo.

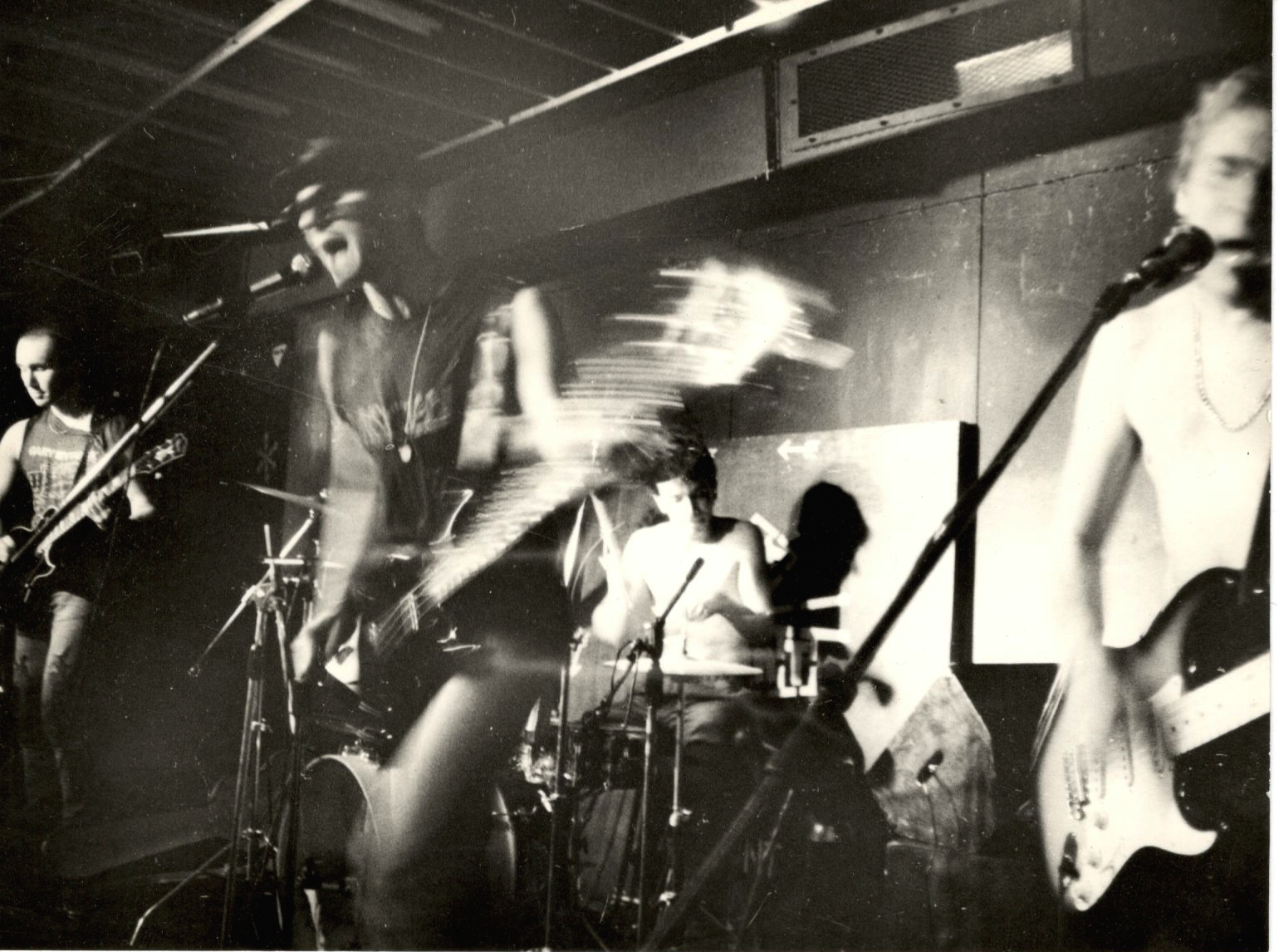
"Igry", década de 1980

El «rock laboratorio», organizada en Moscú, está representado por bandas como Mashina Vremeni, Voskresenie, Tsentr (Centro), Crematorium, Zvuki Mu, Brigada S, Va-Bank. Muchos de los músicos de Moscú cultivaron ligereza especial, bordando con el absurdo, en sus letras y estilo musical. La música de rock en Moscú empezó a ser comercializada muy pronto. En Moscú originó el metal ruso – grupos Aria, Master, Chorni Kofe (Café negro), Kruiz, Chorni obelisk (Obelisco negro) y Korrozia metalla (Сorrosión de metal). Park Gorkogo (Gorky Park) fue el primer grupo de glam metal en Rusia que ganó popularidad en occidente y se difundió en MTV.
El rock en Siberia empezó con personajes como Yegor Letov (Grazhdanskaya Oborona), Yanka Diagileva, Kalinov Most. Fue el centro de punk rock ruso, la música variando de simple lo-fi punk (incluyendo post-punk, garage rock, folk rock y rock psicodélico) a indie rock (a veces unplugged) haciendo hincapié en las letras. Las letras variaban de textos obscenos, cargados de política, a notables y complejos versos. El rock siberiano fue un fenómeno importante de underground ruso. Los músicos del rock siberiano fueron perseguidos por establishment soviético y KGB.
En Voronezh el grupo mayor fue Sektor Gaza, cuya música variaba de hard rock, rap, a gamberro y romanzas. El grupo posicionó su estilo como fusión.
Aleksandr Bashlachov fue uno de los más famosos rock cantautores de los ochenta.

### De underground a publicidad
Los ochenta fueron unos años decisivos para la apertura de la música rock rusa a la escena internacional. La censura seguía presente, pero no era tan rigurosa como en los setenta. Melodiya todavía ignoraba al rock de protesta, algunos artistas de rock tuvieron problemas con el KGB (Yuri Shevchuk, Yegor Letov). Pero con la perestroika surgieron cambios en la escena rock. Muchos grupos pudieron grabar su música y salir de gira por Europa y los EE.UU. por primera vez.
En 1989-1991 la URSS acogió el Moscow Music Peace Festival, con estrellas de rock occidental en Moscú. Gorbachov recibió a Scorpions en el Kremlin, Brian Eno produjo un álbum de Zvuki Mu en Gran Bretaña y Dave Stewart produjo Radio Silence de Boris Grebenshchikov para su lanzamiento en occidente. A instancias de Joanna Stingray, en 1986 se lanzó al mercado el recopilatorio Red Wave en Estados Unidos. Contenía música de Aquarium, Kinó, Alisa, y Strannye Igry (Juegos extraños). Fue el primer lanzamiento oficial de rock ruso en occidente. El grupo Kinó estuvo de gira en Francia, Italia y Dinamarca en 1988-89.
Peter Vronsky, un director de cine canadiense, viajó a Moscú y Leningrado en el febrero de 1988 y filmó una serie de videos musicales: Russian Rock Underground con Televizor, Aquarium, Nebo i Zemlya (Tierra y cielo), Zvuki Mu (Sonidos Mu) y otros grupos, que trajo el rock ruso a MuchMusic televisión en Canadá y en TV de Italia.
En la URSS aparecieron en TV los programas Muzykalny Ring (Музыкальный ринг) y Programma A (Программа "А"), que invitaban rock grupos para entrevistas y shows en vivo.
Fue una época en la que se lanzaron varias películas donde los papeles principales fueron interpretados por estrellas de rock ruso, como Igla con Viktor Tsoi, Assa con Victor Tsoi y Aquarium, Taxi Blues con Piotr Mamonov, Vzlomschik (Efractor) con Konstantin Kinchev.

### Los noventa: la era post-soviética
En los principios de los noventa el rock ruso comenzó a perder su empuje crítico y convertirse en parte del show business. Ese tiempo fue el fin de su ‘edad de oro’. Los puntos de viraje son la muerte de Viktor Tsoi en 1990 y el fin de la URSS en 1991.
Con todo eso, el sonido de rock ruso sobrevivió y dio principio al sonido nuevo. Chizh & Co fue el mejor grupo de blues-rock.
Grupos como Splean, Nochnye Snaipery (Francotiradores nocturnos), Smyslovye galiutsinatsii (Alucinaciones de sentido), Bi-2 crearon un nuevo sonido que adoptó elementos de Alternative rock. Delfín (banda) creó una mezcla original de rock alternativo, música electrónica y rapcore.
Mango-mango fue un grupo único del llamado rock irónico.
Umka i bronevik, llamados ‘los últimos hippie’, tocan rhythm-and-blues clásico y rock psicodélico.
El grupo popular Korol i Shut (El rey y el bufón) crearon en estilo único, combinando rock alternativo y punk rock.
Al mismo tiempo numerosos grupos punk, pop-punk y grunge, incluyendo Pilot (banda de rock ruso), Lumen (banda), 7Rasa, Naiv, Tarakany! (Cucarachas) y Nogu Svelo! (Calambre en el pie) se hicieron muy populares. Muchos de ellos elaboraron un sonido original usando instrumentos inesperados como el violín o el acordeón cromático. El ska punk fue representado por Leningrad.
El sonido de pop rock occidental fue introducido por Iliá Lagutenko y su Mumiy Troll, que grabaron sus álbumes en Gran Bretaña con productores ingleses. El estilo enérgico llamado frecuentemente rockapops fue usado por Zemfira y Tantsy Minus también, y es muy popular entre adolescentes.
Victor Zinchuk, un guitarrista virtuoso, llegó a tener fama internacional.
En mitad de los noventa la estación de radio Nashe Radio (Nuestra radio) fue creada para hacer avanzar los artistas de rock ruso. La estación de radio difunde en algunas ciudades grandes de Rusia.
Nashe Radio también fundó Nashestvie («Invasión»), el más grande festival anual de rock ruso al aire libre. Nashestvie existe desde 1999, convocando los mayores artistas de rock ruso.
En 1996 el sello discográfico Moroz Records comenzó a producir la serie muy popular Leyendas de rock ruso.
En 1997 la película Brat («Hermano») y en 2000 Brat 2 («Hermano 2») presentaron bandas sonoras compuestas por míticas bandas como Nautilus Pompilius —incluso llegaron a actuar en la película como la banda que el protagonista busca en tiendas de discos—, Chicherina y muchos otros, por lo que ganaron una importante popularidad y atrajeron muchos aficionados nuevos a grupos de rock de los noventa.

### Los 2000 y actualidad
La música de rock rusa desarrolla nuevos estilos y géneros.
Muchos grupos alternativos aparecieron - alternative metal y metalcore están representados por grupos como Amatory, Tracktor Bowling, Louna, Psijea, Jane Air, Slot (banda), Stigmata (banda); indie rock, rapcore – por Apshell, Moi rakety vverj (My rockets up), Masha i Medvedi (Masha y osos), Cheese People (indie y disco punk). El canal de TV A-One fundó el premio RAMP para tales grupos.
También existen grupos de rock cuyo estilo es difícil de determinar, por ejemplo, 7B (el código de psicopatía esquizofrénica usado en carnés militares rusos) o Bajinda behind the enemy lines (ninja-pop + karate-rock, como burla usada por los mismos músicos).
El punk y el grunge están representados por Korol i Shut, Lumen (banda), Pilot (banda de rock ruso), Naiv, Tarakany!, 7Rasa, Nebo Zdes (El cielo está aquí).
En el heavy metal tenemos grupos de power metal como Shadow Host, Catharsis (banda) y Epidemia (banda). Doom- y en atmospheric metal grupos como Mental Home, Dreaming Soul, Stonehenge (banda).
En 2002 Valery Kipelov se apartó de Aria (banda), y con algunos excompañeros de banda formó Kipelov (banda), que pronto se igualó a Aria en popularidad.
El underground pagan metal, basándose en la tradición eslava pagana, ganó la fama con Temnozor, Arkona y Butterfly Temple (El templo de mariposas). El underground no es solamente incluye el pagan metal, por ejemplo tiene a Orgia Pravednikov (La orgía de los justos), que progresa en varios estilos de rock. Su música está basada en letras influidas por elementos folk y cristianos.
El folk rock aún está vivo, con Kovcheg (Arca de Noé), Inna Zhelannaya, Pelageya y Melnitsa con difusión en estaciones de radio comercial. El folk rock ruso obtiene así un segundo impulso, aproximándose a la tradición ministril con (Melnitsa, The Dartz), y a un supuesto folk rock escandinavo (Troll gnet el, Nasledie vagantov (Herencia de goliardes), White Owl, Tintal (banda)). Algunos grupos desarrollan las tradiciones étnicas de naciones de Rusia – Yaros (banda) (rock étnico eslavo), H-Ural (rock étnico khanty), Bugotak (rock étnico buriato) y otras naciones – por ejemplo, Deti Picasso (Hijos de Picasso).
El rock progresivo está representado con Little Tragedies. Desde 2001 un prog-music festival internacional InProg tiene lugar en Moscú.
El rock instrumental ruso se granjeó la estima con EXIT project, Disen Gage, Dvar y Kostarev Group.
El fenómeno de rockapops es popular todavía con grupos nuevos, por ejemplo Zveri, Butch (banda), Uma2rman.
Aparecieron canales de TV A-One, O2TV, estaciones de radio como Radio Maximum, revista Fuzz y otros medios de comunicación dedicados a música rock.
En 2009 un rock festival internacional en gran escala Rock nad Volgoi (Rock sobre el río Volga, ) fue iniciado en Samara. El festival es anual.
Yuri Aizenshpis (el productor de Kinó) fue el primer productor profesional que comenzó a trabajar con grupos de rock ruso, y otros productores más aparecieron – Aleksandr Ponomariov (Splean, Bi-2), Dmitri Groisman (Chaif, Mara), Leonid Burlakov (Mumiy Troll, Zemfira, Bratia Grim) y muchos otros.

## Características generales
En contraste con el rock occidental el rock ruso por supuesto tiene menor drive, pero experimenta mucho con varios ritmos, instrumentos y letras cargadas. Instrumentos totalmente inesperados pueden ser usados en rock ruso, por ejemplo, el acordeón cromático, domra o arpa de boca, violín, flauta, etc.
El rock ruso uso muchos elementos de folk rock, empleando tradiciones mélicas e instrumentos de varios naciones de Rusia o del mundo.
Las letras de rock ruso se arraigan en la tradición literaria rusa (literatura de Rusia, poesía de ministriles, poesía étnica popular). No es asombroso que letras hacen un papel más importante que en el rock occidental. Las letras de rock ruso a menudo son mordantes o irónicas, volviendo las cosas del revés. Por eso el rock ruso es llamado un corriente especial músico-literaria.
Interpretación vocal es a menudo premeditadamente impasible o ronca (después de la manera vocal de Viktor Tsoi).
Yngvar Bordrewich Steinholt (Universidad de Tromsø, Noruega) ha escrito un tesis doctoral en inglés (The Mass Media Music Scholars Press, 2004) "Rock in the Reservation" (El rock en la reservación) sobre el Rock Club de Leningrad, historia de rock en Rusia y sus corrientes.

## Rock ruso fuera de los límites de Rusia
Interpretada en ruso por grupos extranjeros.
En Bielorrusia
- Pesniary – folk rock, art rock, blues
- Liapis Trubetskoi – punk-rock.

En Ucrania
- I drug moi gruzovik (Y mi amigo camión) – la mezcla de funk, post-punk, grunge, alternative rock.
- Undervud - indie-rock

En Kirguistán
- Gorod 312 (La ciudad 312) – pop-rock. Ahora muy popular en Rusia.

En Finlandia
- Folkswagen
- Leningrad Cowboys
- KYPCK

En Israel
- Doroga Dzhongo - folk rock, art rock, rock psicodélico
- Kotler und Berger
- Kruzenshtern i parojod - rock y avant-jazz

En Alemania
- Liudi izvne

Clubs de grupos que tocan rock ruso también existen en los EE.UU y en Canadá ( Archivado el 29 de agosto de 2010 en Wayback Machine., ), en Alemania ().